# Huawei Y7 2018
Huawei Y7 2018 — бюджетний смартфон Huawei серії «Y». Також Huawei Y7 2018 має варіанти Huawei Y7 Prime 2018 з подвійною камерою та Huawei Y7 Pro 2018 з подвійною камерою і відсутніми чипом NFC та сканером відбитків пальців. Huawei Y7 Prime 2018 анонсовано як бюджетний варіант зі стартовою ціною 250 доларів, теперішня середня ціна 4799 грн.
В деяких інших країнах Huawei Y7 Prime 2018 продавався під назвою Huawei Nova 2 lite (не плутати з Huawei Nova lite 2), а в Китаї — під назвою Huawei Enjoy 8.
Також 22 травня 2018 року Honor представила Honor 7C (не плутати з Honor 7A, що продавався в Україні як Honor 7C), що відрізняється від Huawei Y7 Prime 2018 потужнішим процесором та оформленням задньої панелі. В Україні та ще деяких інших країнах смартфон був доступний як Honor 7C Pro, а в Китаї — як Honor Play 7C.

## Зовнішній вигляд
Передня частина виконана 2.5D-скла. а рамка і задня панель — з пластику. 
Знизу знаходяться роз'єми 3,5 мм аудіо і microUSB, мікрофон та динамік, зліва — лоток під 1 SIM-картку і карту пам'яті або 2 SIM-картки і карту пам'яті залежно від моделі Y7 2018 та тільки під  2 SIM-картки і карту пам'яті у всіх інших моделей, а справа — гойдалка регулювання гучності та кнопка блокування. Над дисплеєм розташовані фронтальна камера зі спалахом, розмовний динамік і датчик освітленості/наближення, а під дисплеєм — логотип. На тильній стороні — трохи виступлений над задньою панеллю острівець одинарної (у Y7 2018)/подвійної камери із світлодіодним спалахом, додатковий мікрофон та логотип.
Смартфони мають 3 варіанти кольорів: чорний, синій і золотий. В Huawei Y7 2018 та Y7 Prime 2018/Enjoy 8/Nova 2 lite корпус в синьому кольорі має глянцеве покриття, а в Huawei Y7 Pro 2018 та моделях Honor — матове.

## Апаратне забезпечення
Моделі Huawei побудовані на базі Qualcomm Snapdragon 430 з графічним процесором Adreno 505, а моделі Honor — на базі Snapdragon 450 з графічним процесором Adreno 506. Huawei Y7 2018 був доступний в конфігурації 2/16 ГБ, Y7 Prime 2018 та Honor 7C — 3/32 ГБ та 4/64 ГБ, Enjoy 8, Nova 2 lite та Honor 7C Pro — 3/32 ГБ, а Honor Play 7C — 3/32 ГБ, 4/32 ГБ, 3/64 ГБ та 4/64 ГБ. Вбудована пам'ять може бути розширена завдяки карті пам'яті microSD до 256 ГБ.
Екран — 5.99 дюймів IPS із роздільною здатністю 1440 × 720 пікселів та співвідношенням сторін 18:9.
Акумулятор незнімний 3000 мА·год.
Huawei Y7 2018 отримав основну камеру на 13 Мп з діафрагмою f/2.2 і фазовим автофокусом. Інші моделі також отримали 2-мегапіксельний сенсор для вимірювання глибини зображення, що дозволяє досягти ефекту боке. Всі моделі отримали передню камеру на 8 Мп з діафрагмою f/2.0.
Присутня підтримка стандартів зв'язку FDD-LTE / WCDMA / GSM та бездротових інтерфейсів Bluetooth, Wi-Fi Direct.

## Програмне забезпечення
Смартфони працюють на операційній системі Android 8.0 Oreo з графічною оболонкою EMUI 8.0. Є підтримка розблокування за допомогою розпізнавання обличчя.
Формати аудіо: AMR-NB, AAC, AAC+, eAAC+.
Формати відео: H.263, H.264, MPEG-4.